# 八王子市立浅川小学校
八王子市立浅川小学校（はちおうじしりつ あさかわしょうがっこう）は、東京都八王子市初沢町にある八王子市立の公立小学校。

## 沿革
- 1873年（明治6年）3月15日 - 神奈川県南多摩郡上椚田村観音堂にて原学舎開校。
- 1889年（明治22年）9月30日 - 上椚田村が上長房村と合併して浅川村となったことに伴い、浅川村上椚田小学校と改称する。
- 1908年（明治41年）4月 - 案内分校と上長房分校を合併し、淺川尋常小学校と改称する。
- 1929年（昭和4年）2月5日 - 現在地への移転改築を起工する。
- 1959年（昭和34年）4月1日 - 浅川町が八王子市と合併したことに伴い、八王子市立浅川小学校と改称する。
- 1977年（昭和52年）4月1日 - 東浅川小学校が新設され、通学区域を変更する。
- 2002年（平成14年）3月31日 - 案内分校（高尾町）が閉校する。
- 2007年（平成19年）3月31日 - 上長房分校（裏高尾町674）が閉校する[1]。

## 通学区域
- 八王子市
  - 裏高尾町
  - 高尾町1-1111、1113、1116-1140、1146-1191、1193-1596、1598
  - 廿里町
  - 長房町1591-1592
  - 西浅川町
  - 狭間町1591-1592
  - 初沢町
  - 南浅川町

## 進学中学校
- 八王子市立浅川中学校

## 所在地
- 東京都八王子市初沢町1335[2]

アクセス
- JR高尾駅または京王線高尾駅南口より徒歩5分[2]